# Twente

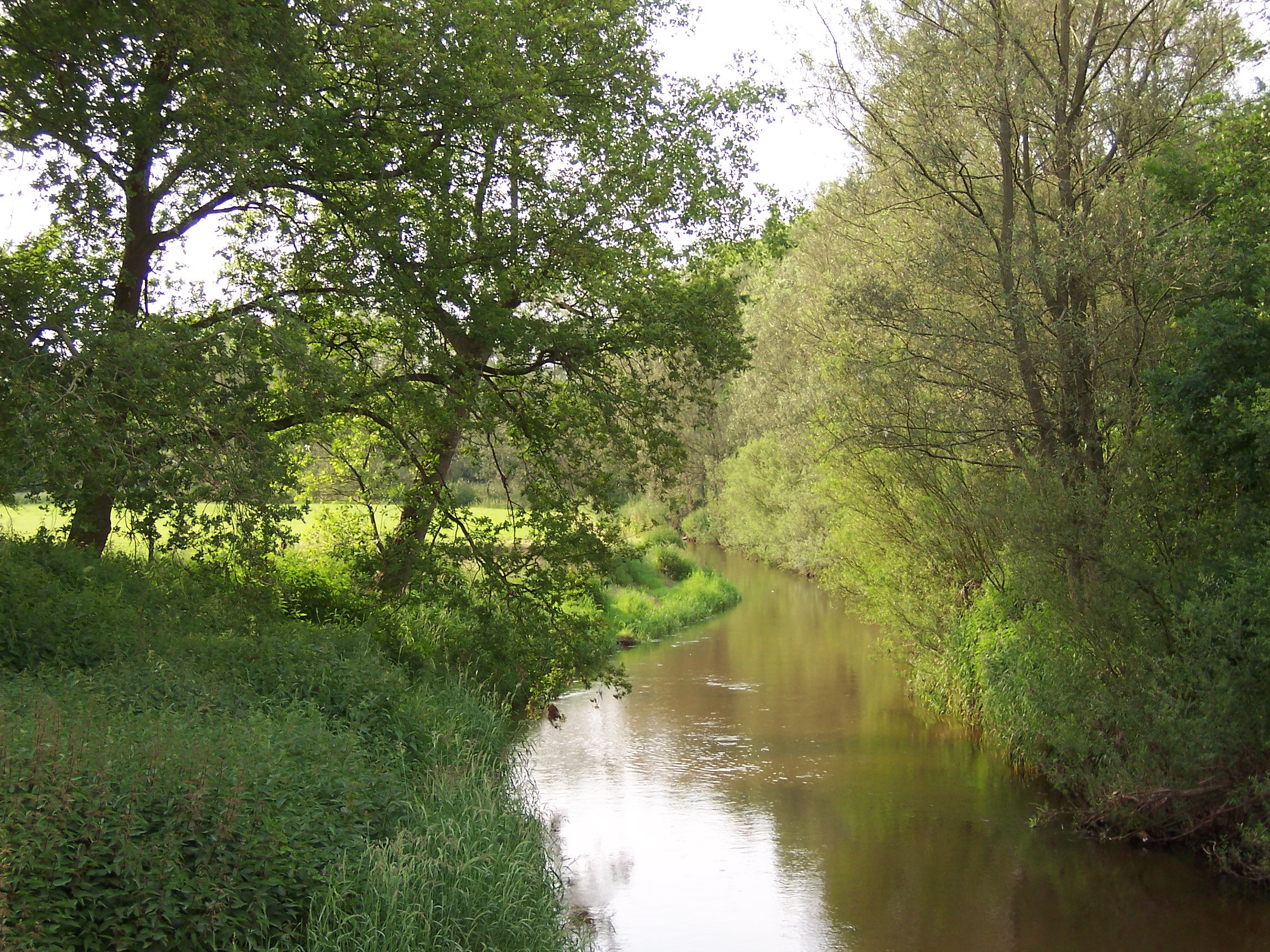
Het riviertje de Dinkel bij Losser.

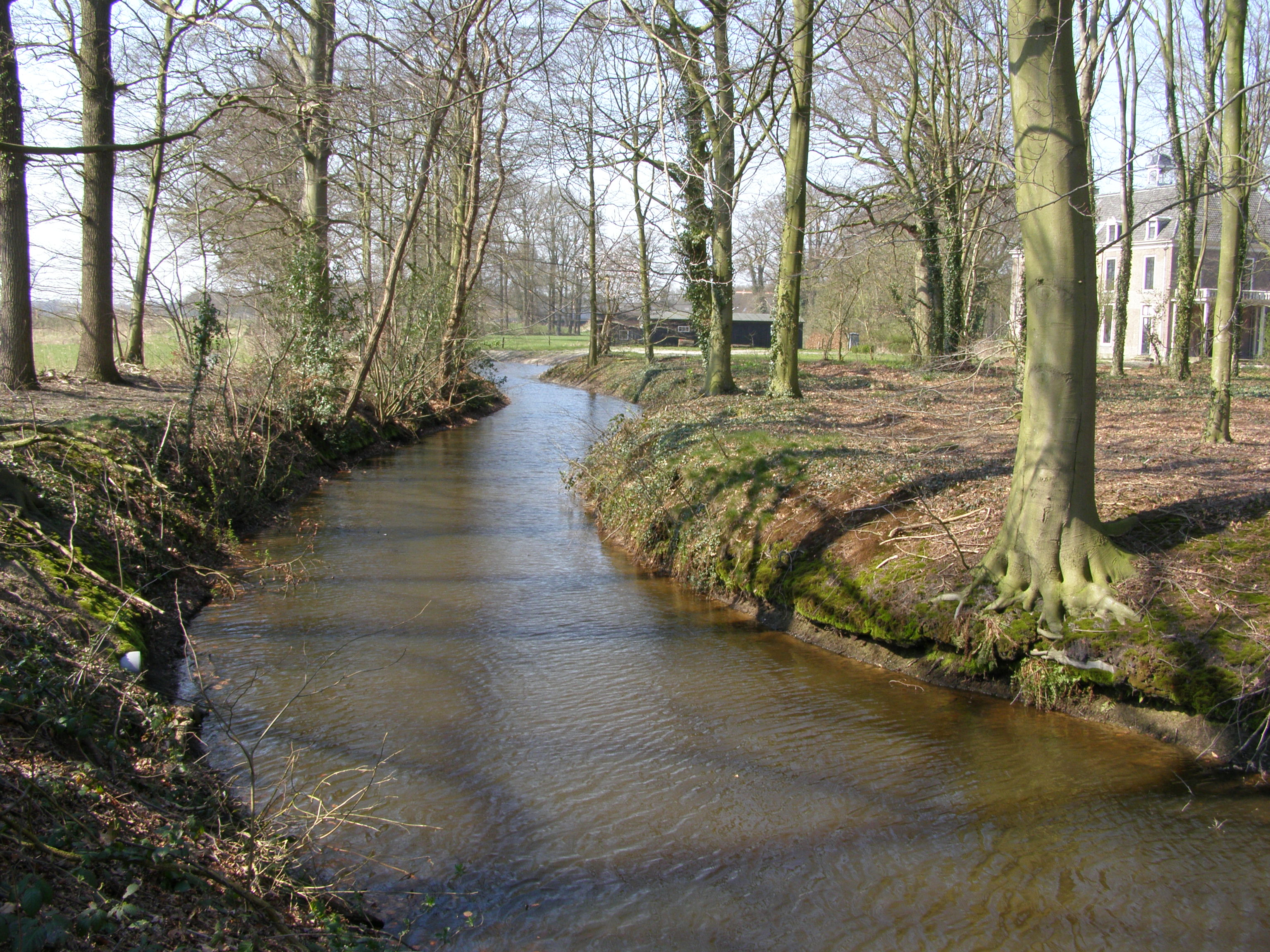
De bronnen van de Regge bij Westerflier, nabij Diepenheim.

Twente (Nedersaksisch: Tweante, Twente) is een landstreek in het oosten van Nederland, die het oostelijke deel van de provincie Overijssel omvat. De bewoners heten Twentenaren of (informeel) Tukkers. In het westen en noorden grenst het aan de eveneens Overijsselse streek Salland (waarbij de Regge bij Nijverdal de grens vormt), in het zuiden aan de Achterhoek (provincie Gelderland), in het zuidoosten aan de Duitse Kreis Borken en in het oosten en noorden aan het eveneens Duitse Grafschaft Bentheim, waar de Dinkel als natuurlijke grens wordt beschouwd.

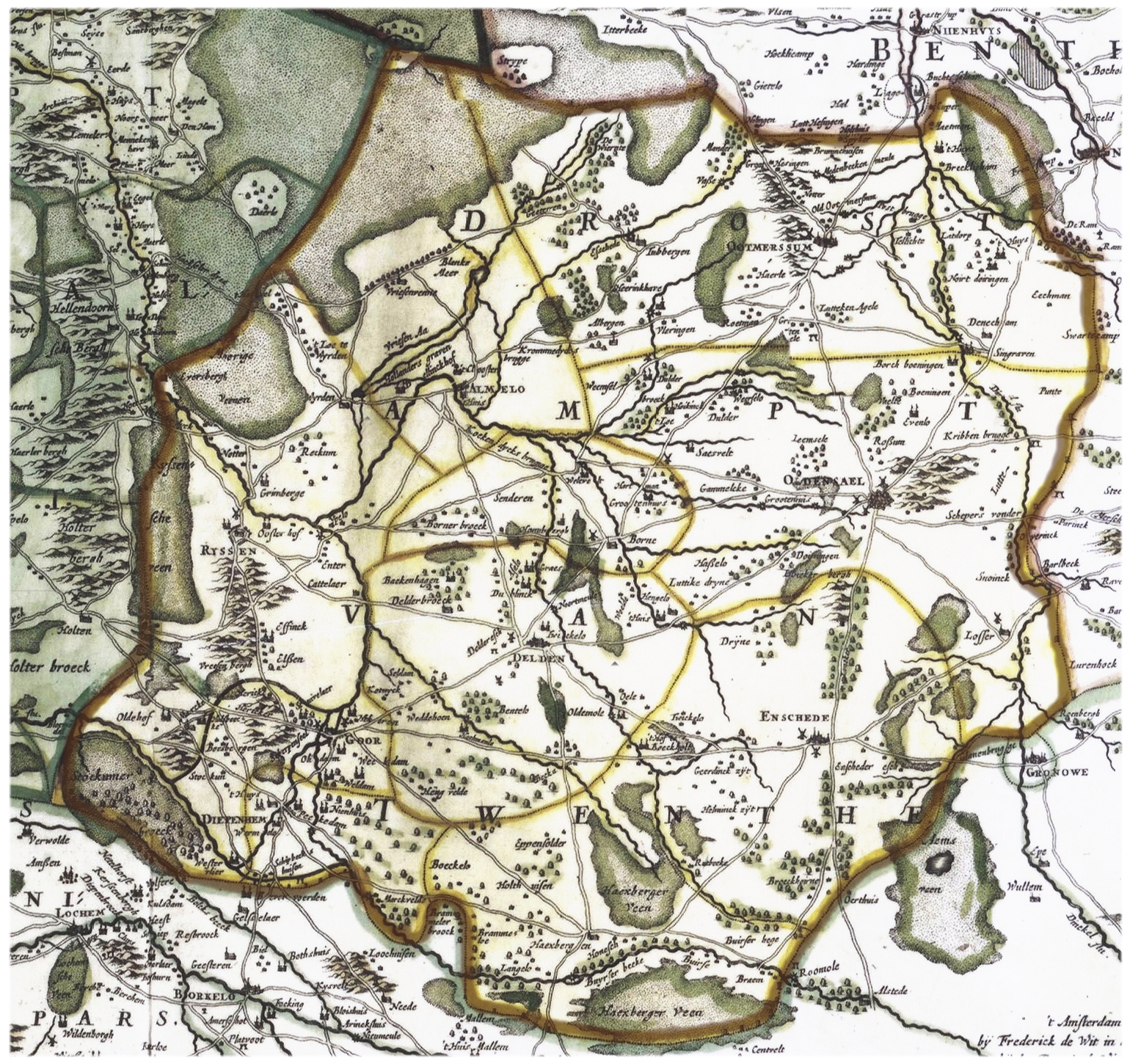
Kaart van Twente in 1670.

## Etymologie
In oude geschriften is Twente achtereenvolgens terug te vinden als Tuianti (797), Tueanti (799), Thuehenti (851), Tuente (11e eeuw) en ten slotte Twente of Twenthe.
Voor de herkomst van deze naam zijn twee theorieën gangbaar. De eerste en oudste gaat terug tot de 16e eeuw toen men Twente identificeerde als het woongebied van de Germaanse stam de Tubanten die bekend was uit de Romeinse oudheid.
De tweede theorie is gebaseerd op de gelijkenis tussen de namen Twente en Drenthe. Zoals de naam Drenthe is afgeleid van het telwoord drie, denkt men dat Twente is afgeleid van het woord twee. Vóór de elfde of twaalfde eeuw grensden de gouwen Drenthe en Twente nog aan elkaar.

## Geografie
Twente bestaat uit de volgende gemeenten:
| - Almelo - Borne - Dinkelland - Enschede - Haaksbergen - Hellendoorn (gedeeltelijk) - Hengelo - Hof van Twente |  | - Losser - Oldenzaal - Rijssen-Holten (gedeeltelijk) - Tubbergen - Twenterand - Wierden |

## Geschiedenis
De geschiedenis van Twente voor de vroege middeleeuwen is slechts fragmentarisch bekend. Er zijn vele bodemvondsten gedaan die op permanente bewoning ver voor het begin van onze jaartelling wijzen. Tijdens de eerste eeuwen van onze jaartelling vindt men de invloed van het Romeinse Rijk ook terug in Twente, dat echter samen met overige Noordwest-Germaanse streken Romeinse pogingen tot onderwerping steeds met succes afsloeg.

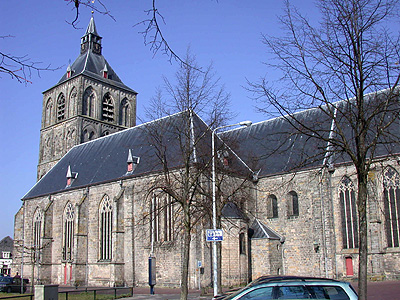
Oldenzaal, Sint-Plechelmusbasiliek. Tijdens de Middeleeuwen was dit heiligdom wegens de relieken van Plechelmus een bedevaartsoord.

### Middeleeuwen
Vanaf de 5e eeuw na Christus werd de invloed van de Saksen op de streek steeds groter. Waarschijnlijk vond er enige kolonisatie- en bevolkingspolitiek door de Saksen plaats. Twente droeg vanaf toen ook zelf de duidelijke cultuurkenmerken van de noordoostelijker gelegen stamgebieden der Saksen.
Eind 8e, begin 9e eeuw kwam het Twentse gebied onder de macht van het Frankische rijk te staan. De Franken onder leiding van Karel de Grote onderwierpen de weerspannige Saksische streek door eigen militaire vestigingen te stichten. Zo herinnert de naam Oldenzaal aan Olde Sala. Sala is een Frankisch woord voor woonstede. Twente was tot laat in de 8e eeuw een heidense streek gebleven, maar door de Frankische overheid werd veel werk gemaakt van de kerstening. Massaal werd het Doopsel ontvangen, voornamelijk nadat vooraanstaande Saksische leiders (Widukind) zich hadden laten dopen. In die tijd werden ook de Germaanse heiligdommen omgebouwd tot christelijke kapellen en kerken. De Saksische adel kon zich door het nieuwe Frankische leenrecht gaan gedragen als feodale klasse.
Vermoedelijk in de 10e eeuw kwam Twente stevig in de greep van de Utrechtse bisschoppen en ging het deel uitmaken van het Oversticht. Gedurende de Middeleeuwen beheerste eerst een graaf - in feite een hoge ambtenaar van de bisschop - de streek vanuit zijn residentie in Goor. Later ging het gezag van de graaf over op een drost die door de bisschop werd benoemd. In de 11e of 12e eeuw werd Noord-Twente (de streek rond Emlichheim) van Twente afgescheiden en bij het graafschap Bentheim gevoegd. In kerkelijk opzicht bleef deze streek echter nog onder het bisdom Utrecht vallen.

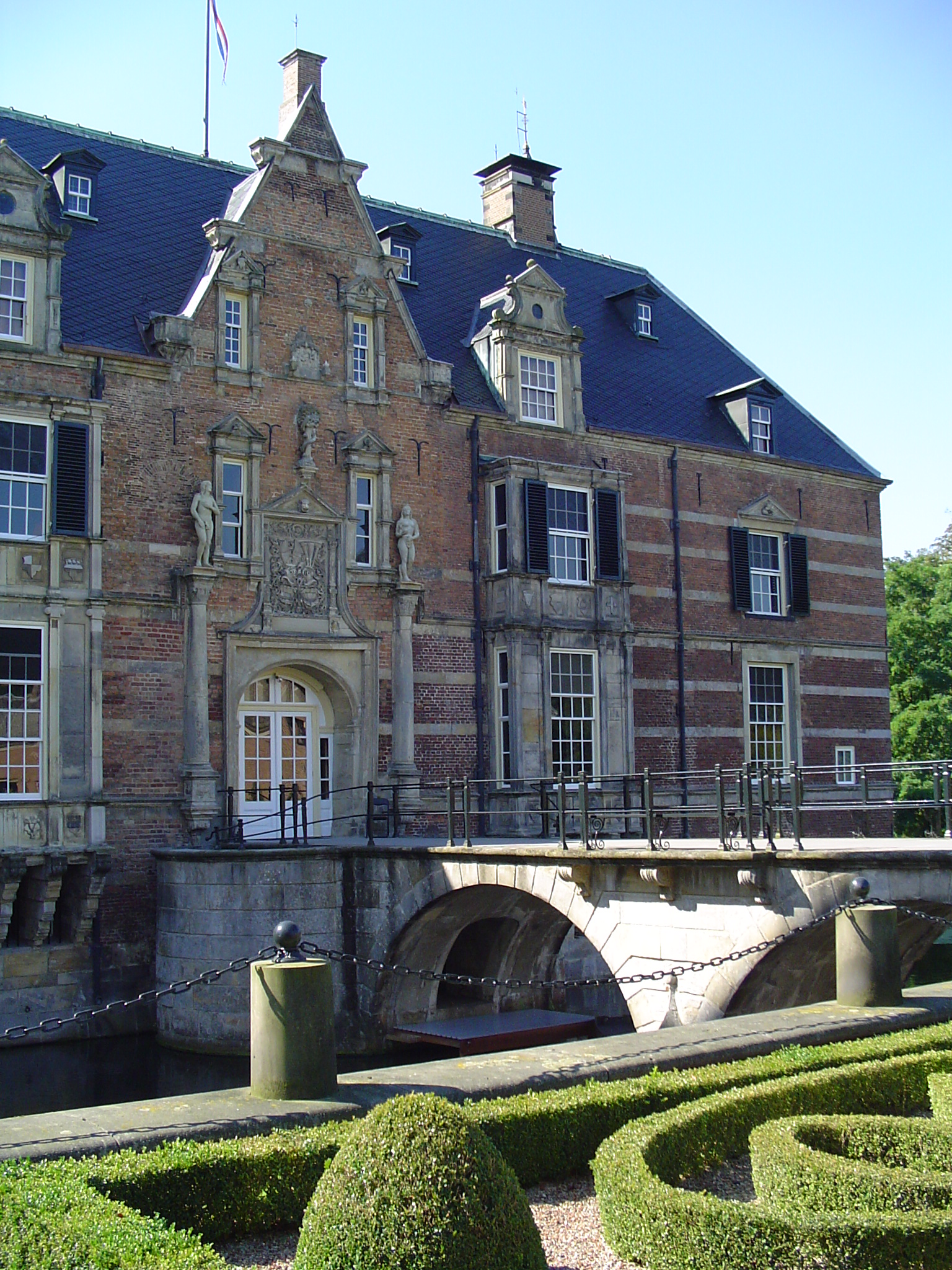
Huis Twickel bij het stadje Delden, gesticht in 1347.

Acht Twentse plaatsen kregen ooit stadsrechten:
- Almelo
- Delden
- Diepenheim
- Enschede
- Goor
- Oldenzaal
- Ootmarsum
- Rijssen

Oldenzaal was in de Middeleeuwen de grootste en belangrijkste stad van Twente.
In de middeleeuwen kende Twente verscheidene kloosters: het Sint-Antoniusklooster in Albergen, het Sint-Catharinaklooster in Almelo, het Sint-Agnesklooster in Oldenzaal en het Stift te Weerselo. Na de Reformatie zijn deze kloosters opgeheven en werden de goederen ingelijfd door de Staten van Overijssel. Alleen het Stift bleef bestaan als instelling voor adellijke jongedames.

### Tachtigjarige Oorlog
Tijdens de Tachtigjarige Oorlog lag Twente verschillende keren in oorlogsgebied.
In 1597 kwam heel Twente door de veldtocht van prins Maurits (de Twentse oorlog) in staatse handen. De rooms-katholieke pastoors werden vervangen door protestantse (overwegend contraremonstrantse) predikanten. Borne kreeg echter een lutherse predikant, Hengelo een remonstrantse.
De Spaanse veldheer Spinola heroverde Oldenzaal in 1605 op de staatsen. Het twaalfjarig bestand van 1609 betekende een officiële bevestiging van de status quo: Oldenzaal bleef Spaans. Na afloop van het bestand in 1621 verjoeg Ernst Casimir van Nassau-Dietz in 1626 de Spanjaarden. Dit bijna drie decennia durend Spaans bestuur en de invoering van de maatregelen der Contrareformatie lijkt van doorslaggevend belang te zijn geweest voor het feit dat het rooms-katholicisme behouden bleef in grote delen van Twente.
De vrede werd definitief gesloten met de Vrede van Münster in 1648.

### 17e en 18e eeuw

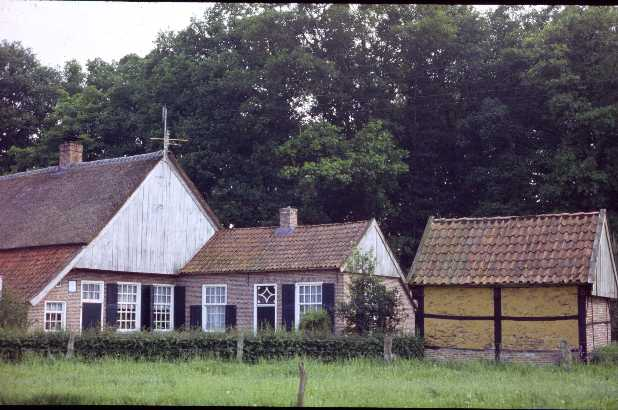
Historische boerderij De Brager te Geesteren, gebouwd in de karakteristieke streekstijl.

De korte rustige periode die volgde op de vrede resulteerde in groeiende welvaart. In de jaren 1650 werden verscheidene patriciërshuizen gebouwd, zoals het Reijgershuis (inmiddels verdwenen) te Delden, het Cremershuis te Ootmarsum en het Palthe- en het Michoriushuis in Oldenzaal. De katholieke bevolking mocht echter haar godsdienst niet openlijk belijden of uitoefenen. De priesters zagen zich genoodzaakt in het geheim de Heilige Mis te lezen in tot kapellen omgebouwde huizen en schuren op het Twentse platteland. De kleine religieuze groep der doopsgezinden in Twente woonde overwegend in Stad Almelo waar de Heer van Almelo hun in 1684 toestond een kerk te bouwen.
Toenmalig raadspensionaris van Holland, Johan de Witt, schreef in een brief gedateerd op 30 oktober 1654, dat hij voornemens was om Twente in te lijven bij Holland. In het schrijven maakte hij melding over de hem goedgezinde Twentse jonkheren en over de mogelijkheid de streek middels Hollandse troepen te beschermen tegen Oranjegezinde steden als Kampen en Zwolle. Uiteindelijk drukte De Witt de annexatie van Twente door Holland niet door, omdat hij bang was voor een burgeroorlog.
In 1665 en 1666, tijdens de Tweede Engels-Nederlandse Oorlog, werd Twente belaagd door de troepen van de prins-bisschop van Münster, Bernhard von Galen, graaf van Dinklage, bijgenaamd Bommen Berend. Het dorp Losser werd in brand gestoken. Ook Huize Almelo kreeg het zwaar te verduren.

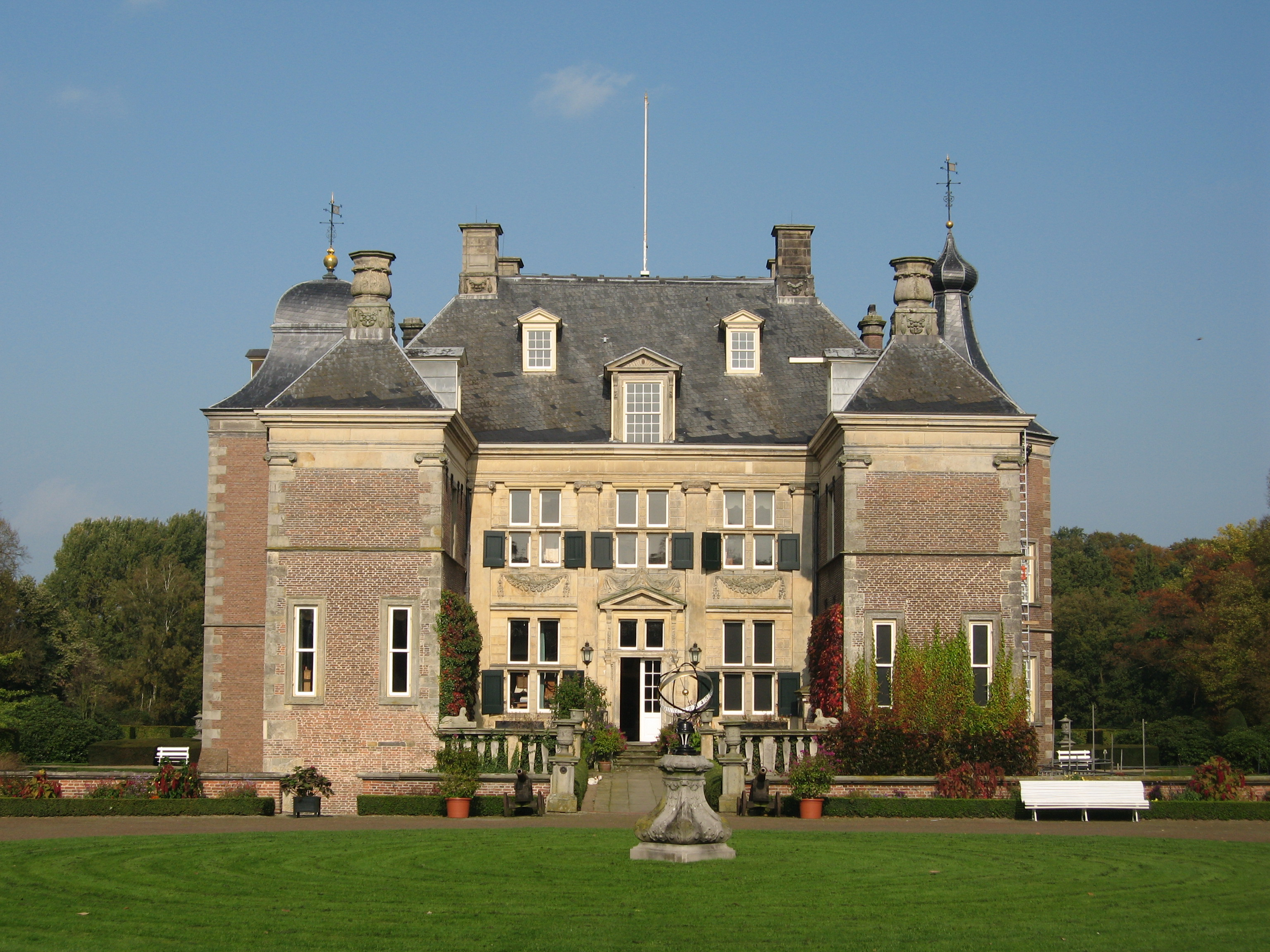
Kasteel Weldam nabij Goor op het gelijknamige landgoed, gelegen in de voormalige gemeente Markelo, met façade uit 1645 in Hollands classicistische stijl.

Von Galen viel Twente opnieuw binnen in 1672 (Derde Engels-Nederlandse Oorlog) en bezette het tot en met 1674. In deze korte periode was het rooms-katholiek geloof tijdelijk weer staatsreligie in Twente. In Oldenzaal en Goor werd zelfs een begin gemaakt met de katholieke herinrichting der voornaamste kerken.
Het eind van de zeventiende en het grootste deel van de achttiende eeuw gingen zonder oorlogshandelingen voorbij. De bevolking van Twente groeide aanzienlijk. Op het platteland nam het aantal keuterboeren sterk toe. In deze pre-industriële periode waren de fabrikeurs van belang: kooplieden die de thuiswevers van garen voorzagen en hun linnen opkochten om het in Holland door te verkopen. In Borne staat nog het huis van een fabrikeur, inmiddels museum, het Bussemakerhuis (1779). Van oudsher werd in Twente vooral linnen geweven. In de 18e eeuw kwam daar het bombazijn bij: een weefsel met linnen schering en katoenen inslag.
De in Losser woonachtige Aleida Leurink hield 57 jaar lang notitieboeken bij over het leven en handel in Losser en omgeving. Door haar notities is er inzicht in de handel in zowel granen als linnen. Vanaf 1754 worden haar notitieboeken als bron gebruikt. Doordat Jacobus Joännes van Deinse delen van haar notitieboeken publiceerde in de krant werd zij bij het grotere publiek bekend.
Aan het eind van de achttiende eeuw nam de godsdienstvrijheid toe en werden de eerste rooms-katholieke kerken gebouwd ter vervanging van de vroegere schuilkerken en kerkschuren.

### Bataafse Republiek/Koninkrijk Holland

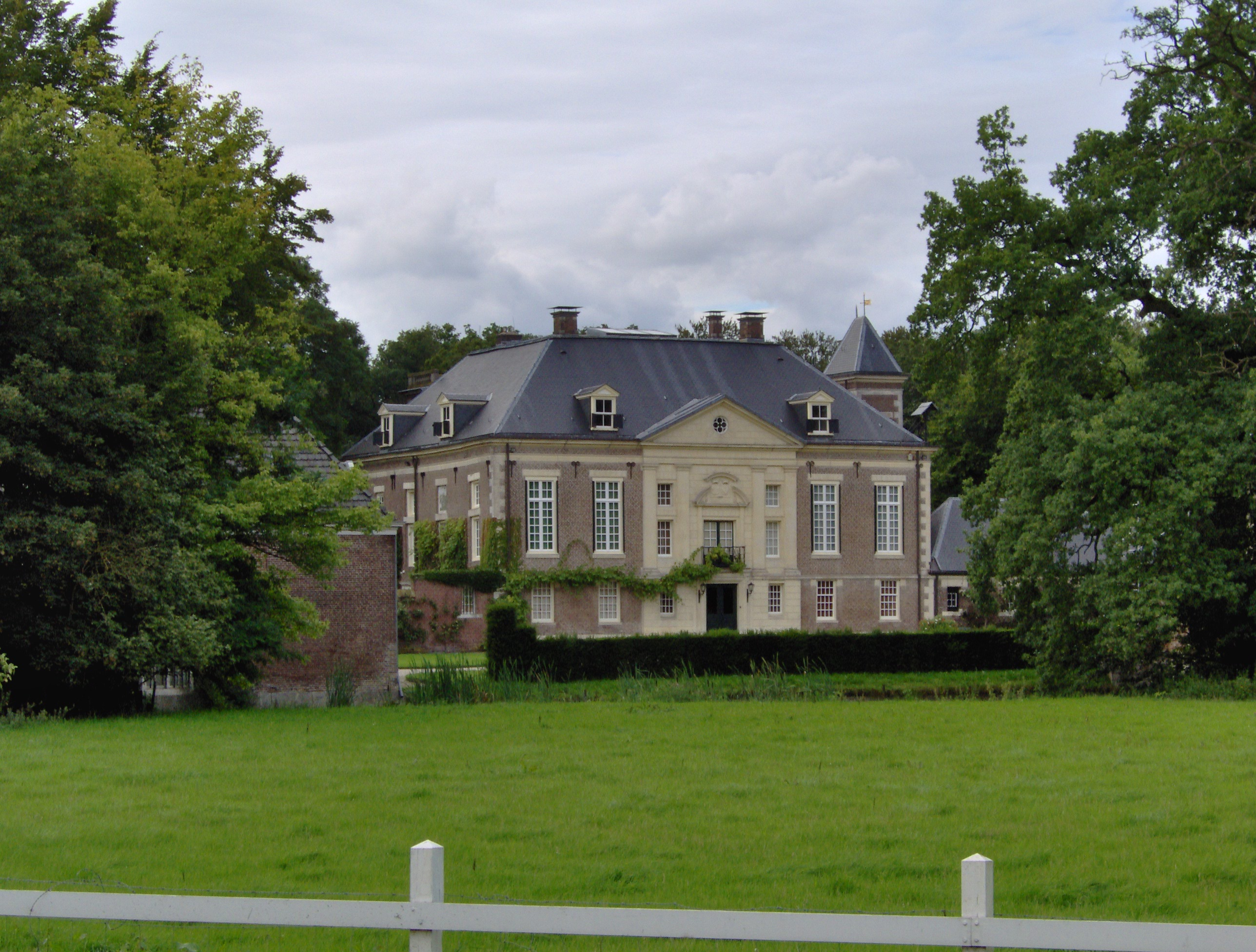
Het Huis Diepenheim is een van de zes kastelen rond het gelijknamige stadje.

De provincie Overijssel werd in 1795 deel van de Bataafse Republiek en ging in 1806 behoren tot het Koninkrijk Holland. In deze periode werden de adellijke privileges afgeschaft en het bestuur drastisch hervormd. Koning Lodewijk bezocht Twente in 1809. De kerken van de plaatsen waar toen een rooms-katholieke meerderheid was, namelijk Oldenzaal, Tubbergen, Haaksbergen, Denekamp en Ootmarsum, werden vervolgens toegewezen aan de rooms-katholieken.
In 1810 werd het Koninkrijk Holland ingelijfd bij het Franse keizerrijk. In 1811 hief keizer Napoleon de oude bestuurlijke instellingen op en stelde de gemeenten en rechtbanken in. Dit betekende het einde van Twente als bestuurseenheid, het drostambt Twente en het drostambt Diepenheim-Haaksbergen werden opgeheven. Er werden zeventien gemeenten geformeerd: Almelo, Borne, Delden, Denekamp, Diepenheim, Enschede, Haaksbergen, Hengelo, Losser, Markelo, Oldenzaal, Ootmarsum, Rijssen, Tubbergen, Vriezenveen, Weerselo en Wierden. In de meeste gevallen kwamen de gebieden van de gemeenten overeen met de oude richterambten van voor 1811. De oude stadsgerichten werden bij het omringende of een aangrenzend richterambt gevoegd. Dit zinde de steden echter niet. Daarom werden in 1818 Almelo en Delden gesplitst in respectievelijk Ambt en Stad Almelo en Ambt en Stad Delden. Enschede werd gesplitst in Enschede en Lonneker. Markelo werd gesplitst in Markelo en Goor. De landelijke gebieden van de gemeente Oldenzaal ten slotte werden bij de gemeente Losser gevoegd.

### Negentiende eeuw
Na de oprichting van het Koninkrijk der Nederlanden werd een deel van de vroegere heerlijke rechten, zoals het jachtrecht, weer ingesteld. De bestuurlijke rol van de havezaten was echter definitief uitgespeeld. De feodale structuren keerden ook niet terug. Dit maakte het voor de bezitters van de havezaten eenvoudig hun goederen op te splitsen en te verkopen. Vele adellijke huizen werden vervolgens gesloopt.

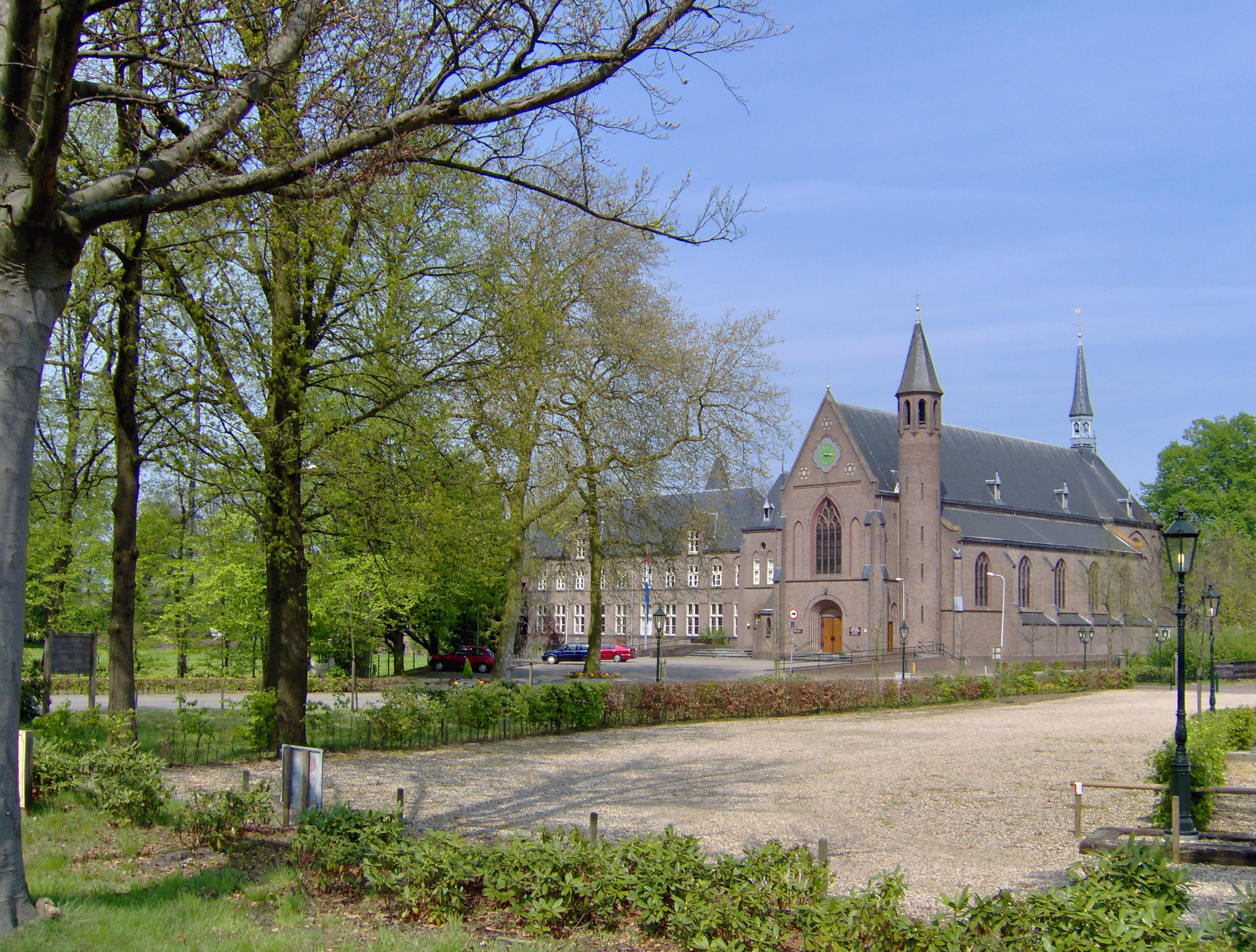
Karmelietenklooster te Zenderen vanwaar in de 19e eeuw vele regionale onderwijsinstellingen opgericht werden.

De tweede helft van de negentiende eeuw was voor Twente een tijd van grote sociale en ruimtelijke veranderingen. Op het platteland werd het oude markensysteem ontbonden en werden de gemeenschappelijk bezeten markengronden onder de eigenaren van de marken verdeeld. Dit leidde vervolgens tot grootschalige ontginning van de woeste gronden en de stichting van vele kleine boerderijen. Nieuwe en verbeterde landbouwmethodes veranderden ook de bedrijfsvoering. Rond 1829 waren de vele oude domeingoederen al door de overheid verkocht. Vaak werden ze aangekocht door de oorspronkelijk horige bewoners. Deze vanaf dan eigenerfde boeren vormden vervolgens een sociale bovenlaag op het platteland, de zogenaamde scholtenboeren.
Ook begint rond 1850 de groei van enkele Twentse steden: in Almelo, Enschede, Hengelo en Nijverdal werden op grote schaal textielfabrieken opgericht met als gevolg een toename van de bevolking. Een uitzonderlijke groei kende Enschede: tussen 1866 en 1905 verzesvoudigde de bevolking van ruim 5000 naar meer dan 30.000.
Tot in de jaren 1830 werd er geweven met handweefgetouwen met de handmatige schietspoel. Thomas Ainsworth introduceerde de snelspoel, waarvoor in 1833 in Goor een weefschool werd opgericht. Hij stichtte Nijverdal en begon daar een textielfabriek. Na 1850 kwamen er steeds meer door stoommachines aangedreven fabrieken, die veel goedkopere producten fabriceerden dan de thuiswevers. In deze fabrieken maakten de arbeiders onder vaak erbarmelijke arbeidsomstandigheden lange werkdagen. Linnen- en bombazijnweverij maakten plaats voor de vervaardiging van katoenweefsels.
Het herstel van de rooms-katholieke bisschoppelijke hiërarchie in Nederland in 1853 zorgde niet alleen voor een groei van het aantal parochies, maar bovendien voor een bouwgolf van kerkgebouwen, kloosters en scholen. De rooms-katholieke emancipatie was een aanleiding tot het ontstaan van de verzuiling.

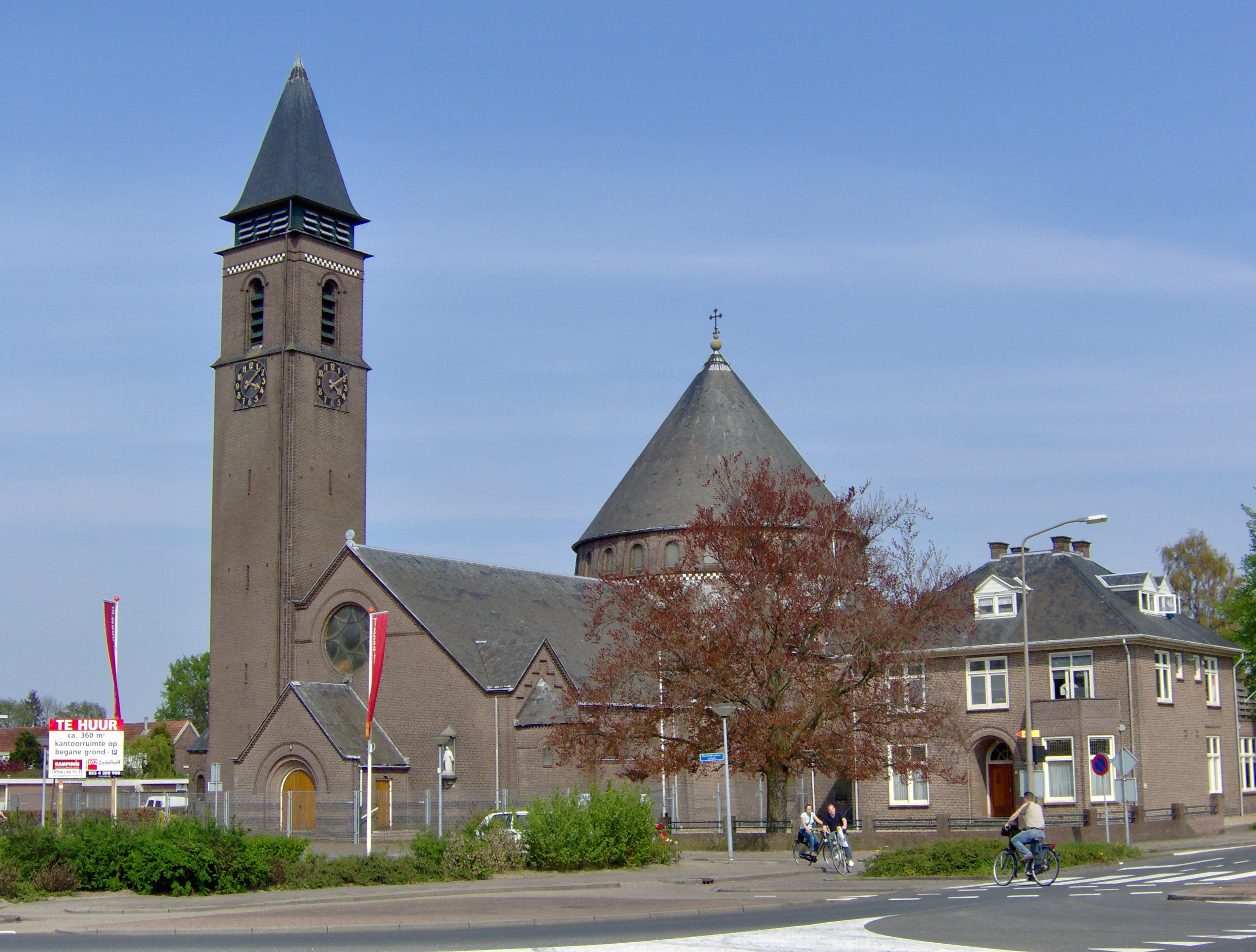
Parochiekerk H. Egbertus te Almelo, gebouwd begin 20e eeuw.

De Spoorlijn Almelo - Salzbergen is de op 18 oktober 1865 geopende grensoverschrijdende spoorlijn die het Nederlandse Almelo met het Duitse Salzbergen verbindt. In Salzbergen, toen gelegen in het Koninkrijk Hannover, sloot de lijn aan op de reeds in 1855 geopende spoorlijn Hamm - Emden van Hamm via Rheine en Leer naar Emden. De lijn is aangelegd door de Spoorweg-Maatschappij Almelo-Salzbergen (AS), opgericht als NV op 18 augustus 1862 te Almelo met als doel Twente en in het bijzonder Almelo te verbinden met zowel het Nederlandse als het Duitse spoorwegnet. In 1865 was dit de eerste spoorlijn in Twente en daarmee was de regio dus eerder op het Duitse dan op het Nederlandse net aangesloten. Nog geen maand later, op 1 november 1865, bereikte Staatslijn D vanuit Zutphen echter het station van Hengelo en was de verbinding met het Nederlandse spoorwegennet een feit. Deze spoorlijn werd in fasen geopend: 1 november 1865: Zutphen – Hengelo, 1 juli 1866: Hengelo – Enschede en 1 januari 1868: Enschede – Glanerbeek. In de jaren 1880 volgde de opening van verscheidene andere spoorlijnen. De komst van het spoor zorgde ervoor dat de drie plaatsen Almelo-Hengelo-Enschede een belangrijke economische as konden gaan vormen en de textielindustrie zich kon gaan ontwikkelen. In Hengelo liep naast een noord-zuidverbinding ook een spoorweg van west naar oost. Zo ontstond in Hengelo naast de textielindustrie bovendien een omvangrijke metaalindustrie, compleet met machinebouw en elektrotechniek. Belangrijke bedrijven in die tijd waren onder andere Stork, Hazemeyer (het huidige Eaton Holec), Heemaf en Hollandse Signaalapparaten (het huidige Thales).

### Tweede Wereldoorlog

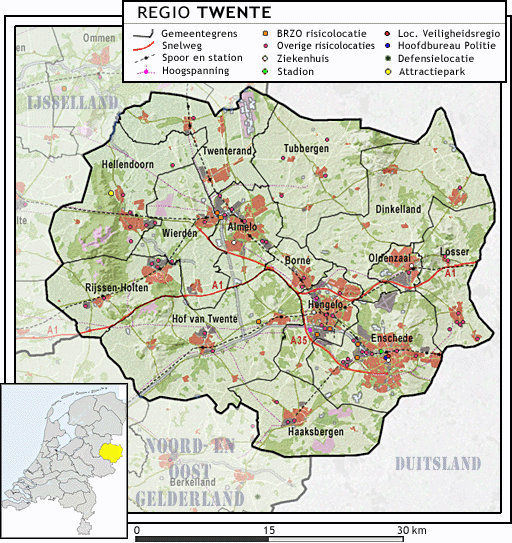
De bestuurlijke Regio Twente in haar huidige grenzen komt grotendeels overeen met de historisch-culturele landstreek Twente.

Tijdens de Tweede Wereldoorlog werd Twente al op 10 mei 1940 overdonderd door de Duitse Wehrmacht. Op enkele schermutselingen na bleef het rustig. Reeds in de middag marcheerden Duitse colonnes door de Twentse dorpen naar het westen. NSB'ers beheersten het beeld in de grotere plaatsen. Het Twentse platteland kenmerkte zich door passiviteit. Op 13, 14 en 15 september 1941 vond een razzia in Twente plaats waarbij uit verschillende plaatsen 105 joodse mannen werden opgepakt. Dit was de derde grote razzia in Nederland, na de razzia's van Amsterdam. De joodse gemeenschap hield zich in Twente beter staande dan in andere delen van het land, omdat de landelijkheid zich beter leende tot onderduiken. Voedseltekorten kende men gedurende de oorlog niet echt. Tijdens de Hongerwinter 1944-1945 werden veel kinderen uit West-Nederland ondergebracht bij Twentse boerengezinnen om aan te sterken en te overleven. Gewelddadige verzetsacties kwamen er gedurende de oorlog niet voor, afgezien van aanslagen op voedselbonkantoren. Het actief verzet bleef beperkt tot het onderduiken door joden en mannen die aan de Arbeitseinsatz wilden ontkomen. Protestantse predikanten als ds. Overduin (Enschede) hielpen bij de hulpacties voor vervolgde joden en politici. Ook startten op donderdag 29 april de April-meistakingen bij Machinefabriek Gebr. Stork & Co in Hengelo, wat tot een massale staking in Nederland leidde.
Als doorvoergebied van Zuid- en West-Nederland en Vlaanderen naar Noord-Duitse industriesteden als Hamburg, Stettin (thans het Pools Szczecin) en Hannover was Twente een zeer belangrijk gebied voor het Duitse spoorwegtransport. Aan het einde van de oorlog kreeg Twente het dan ook steeds zwaarder te verduren. Grote delen van Hengelo en Enschede werden weggevaagd door geallieerde bombardementen die bedoeld waren voor de daar gevestigde bewapeningsfabrieken, zoals Hazemeyer en de spoorwegverbindingen. Daarbij werd het centrum van Hengelo op 6 en 7 oktober 1944 zo goed als geheel vernietigd. Het centrum van het stadje Goor werd tijdens een hevig bombardement in maart 1945 weggevaagd, met vele burgerslachtoffers als gevolg.
De naoorlogse wederopbouw geschiedde beetje bij beetje, waarbij Twente het geluk had op de toen nog oplevende textielindustrie te kunnen terugvallen.

### Recente geschiedenis
Twente heeft sinds de jaren dertig van de twintigste eeuw een - anno 2013 in zijn voortbestaan bedreigd - vliegveld en, halverwege Hengelo en Enschede, een - aanvankelijk uitsluitend technische - universiteit: de Universiteit Twente. De totstandkoming van de A1 naar Berlijn, Hannover en Osnabrück gaf vanaf de jaren 70 de Twentse regio een grote economische impuls.

## Landschap

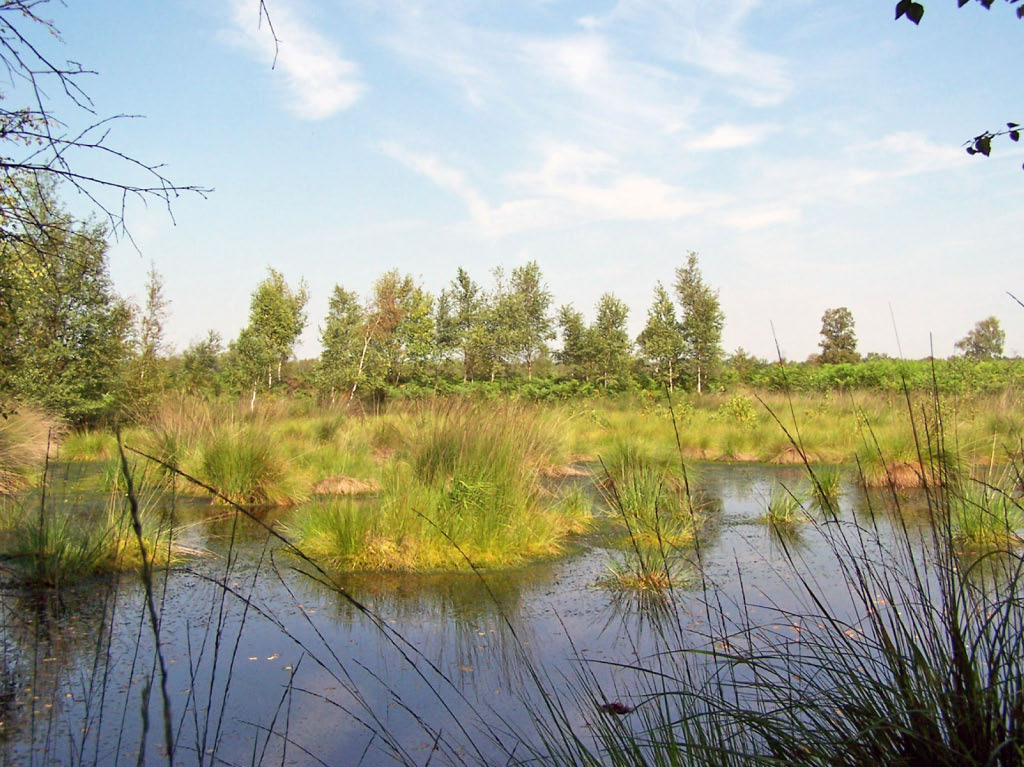
Veenpoelen in het Aamsveen bij Enschede.

Twente is buiten de grote steden een streek met bijzondere landschappelijke kwaliteiten: het heeft een kleinschalig coulisselandschap met natuurgebieden (zoals het Lutterzand aan de meanderende Dinkel en de heide op de Friezenberg bij Markelo), groene landgoederen (Singraven, Weldam, Twickel). Het noordoostelijke deel van de regio is daarom aangemerkt als Nationaal Landschap Noordoost-Twente.

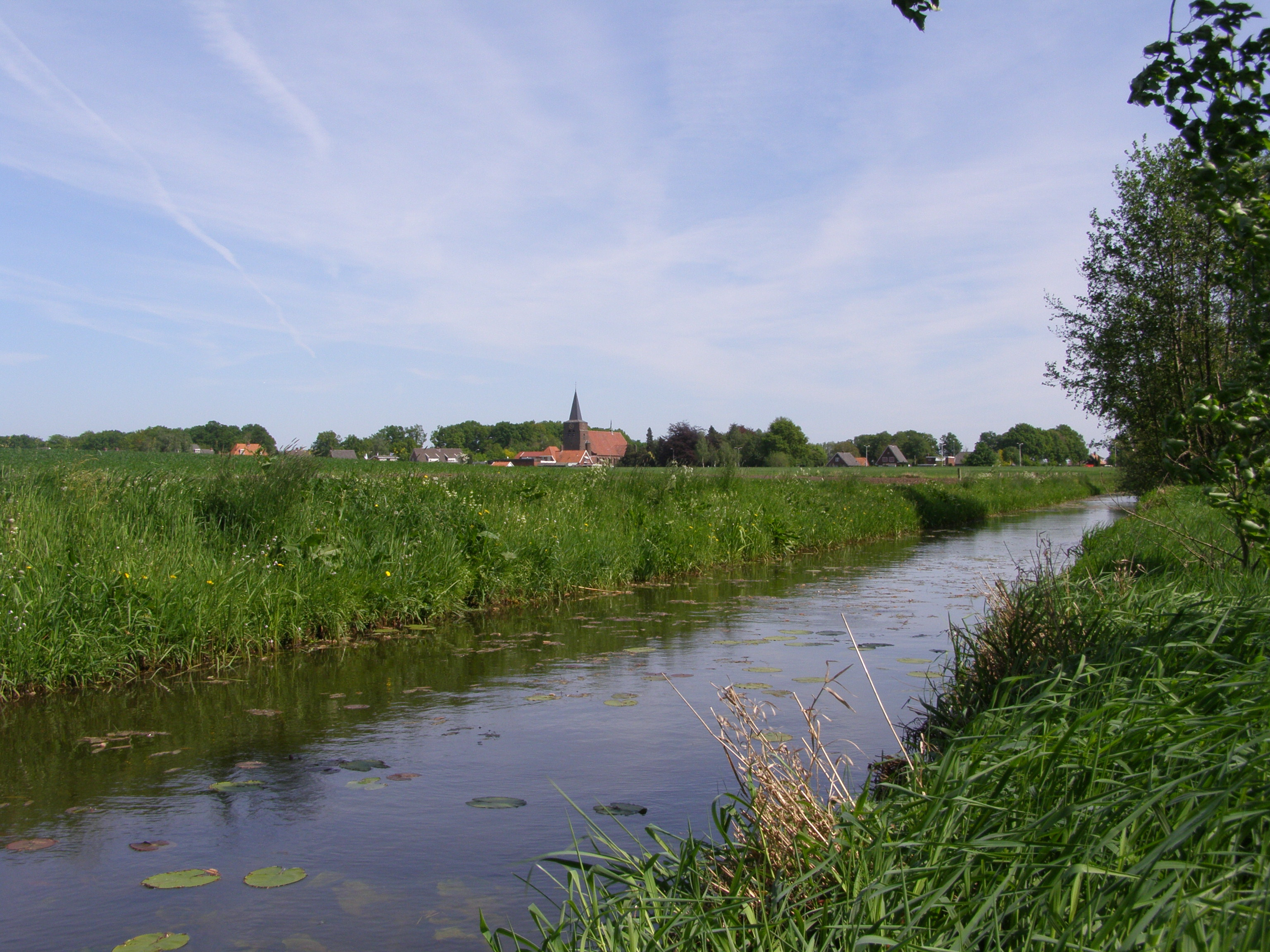
De Hagmolenbeek bij het dorpje Beckum.

Bij Rijssen biedt de rivier de Regge mooie natuurgezichten. 
Het gebied wordt van noord naar zuid door een heuvelrug doorsneden, waarvan de Tankenberg bij Oldenzaal het hoogste punt is. Rond Ootmarsum, Denekamp, Nijverdal en Markelo liggen heuvelachtige landschappen met bossen. Historisch stedenschoon is vooral te vinden in het kleine Ootmarsum en in mindere mate in Oldenzaal, dat een Romaanse basiliek (de Sint Plechelmusbasiliek) heeft. Ook de stadjes Borne, Delden en Diepenheim hebben hun historische centrum en pittoresk aanzicht behouden.
Geologisch is Twente een van de interessantste gebieden van Nederland. Er komen aardlagen uit verschillende perioden op een vrij klein gebied aan de oppervlakte. Bij Losser bevindt zich een open steengroeve. Hengelo en Boekelo hebben zoutwinning.

## Folklore

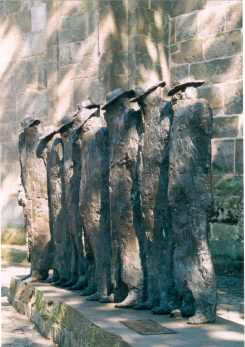
Monument Poaskearls te Ootmarsum herinnerend aan het vlöggeln.

In Twente hebben zich vele volksgebruiken kunnen handhaven, zoals het midwinterhoornblazen en het stoken van paasvuren. In Ootmarsum wordt elk jaar met Pasen door de katholieken het traditionele vlöggelen gepraktiseerd door de poaskearls. In het Twentse volkslied worden al deze eigenschappen van Twente, samen met de textielnijverheid en de landelijke gemeenschap benoemd. In Oldenzaal, Losser en gemeente Tubbergen, dat met de rest van Noordoost-Twente overwegend rooms-katholiek is, wordt uitbundig carnaval gevierd.
De schrijver J.J. Voskuil beweert dat het midwinterhoornblazen geen voorchristelijk gebruik is, zoals lang gedacht werd, maar dat deze traditie pas is ontstaan tussen de Eerste en de Tweede Wereldoorlog. Daarvoor vond het midwinterhoornblazen slechts incidenteel plaats. Toch is het hoornblazen reeds eeuwen in Twente aanwezig - in verschillende varianten: zo kent Markelo en omgeving het ossenhoornblazen.
De bekende streeksport klootschieten maakt ook deel uit van de Twentse cultuur en folklore. Dit spel wordt gespeeld door houten met lood verzwaarde ballen zover mogelijk (onderhands) te gooien over zandwegen en vlak terrein.

## Religie
Volgens gegevens van het Centraal Bureau voor de Statistiek was in 2003 33,9% van de Twentse bevolking rooms-katholiek, 15,5% Nederlands-hervormd, 6,1% gereformeerd, 5,4% islamitisch, 5,1 % overige religies (jodendom, hindoeïsme, boeddhisme); 34,0% gaf aan geen kerkelijke gezindte te hebben. Sinds 2003 is het aantal christenen in Nederland volgens hetzelfde CBS verder afgenomen, maar er zijn geen recentere cijfers voor Twente beschikbaar.
Twente werd gekenmerkt door de aanwezigheid van een rooms-katholieke meerderheid in het oosten, noordoosten en zuiden van Twente en veelal een protestantse meerderheid in het westen en noordwesten, hoewel katholieke, sterk ver- en gemengde en protestantse enclaves ook voorkomen, zoals Enter en Usselo. De grootste stad van Twente, Enschede, was sinds de Reformatie merendeels protestants. In de 19e eeuw nam hier het aandeel katholieken toe, alsmede vanaf de 20e eeuw de onkerkelijkheid. Net als in de rest van Nederland is de ontkerkelijking onder autochtonen sterk toegenomen sinds eind jaren 60 van de 20e eeuw. Verder heeft ook de immigratie van niet-westerse allochtonen naar de grote steden van Twente de religieuze bevolkingssamenstelling beïnvloed.
Sporen van de religie zijn overal in Twente terug te vinden. In Oldenzaal staat de reeds genoemde middeleeuwse Sint-Plechelmusbasiliek, die opgetrokken werd uit Bentheimer zandsteen. Delden bezit een kleinere, eveneens middeleeuwse kerk (de Oude Blasius (PKN)), evenals Borne (de Oude Kerk), Denekamp (Rooms-Katholieke Sint Nicolaaskerk), Enschede, Haaksbergen, Ootmarsum, Rijssen en Weerselo (Het Stift). In het centrum van Hengelo staat de 19e-eeuwse Sint-Lambertusbasiliek en in Almelo staat de Sint-Georgiusbasiliek. De Sint-Pancratiusbasiliek in Tubbergen heeft glas-in-loodramen, vervaardigd door vijf generaties van de bekende glazeniersfamilie Nicolas. Net buiten Tubbergen staat sinds 1927 een groot standbeeld van de bekende Twentse RKSP-politicus, emancipator en priester Schaepman, een werk van de kunstenaar August Falise. Nabij Kasteel Weldam bevindt zich St. Mary's Chapel, het Twentse kapelgebouw van de Anglicaanse Kerk in Nederland.

### Rooms-katholicisme

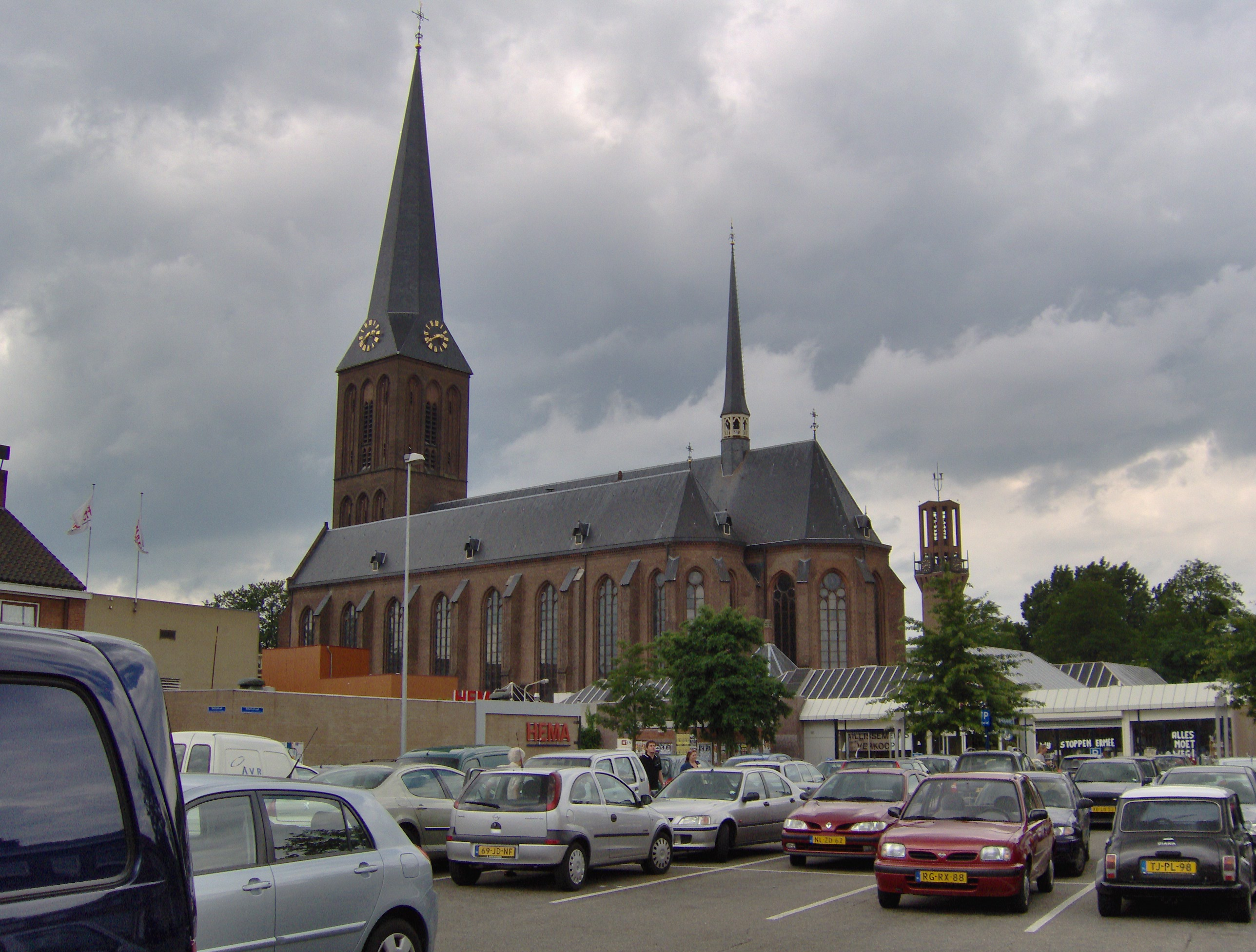
De rooms-katholieke Sint-Lambertusbasiliek (1888-1890), Rijksmonument in Hengelo (Ov.).

Volgens de KASKI-cijfers over 2006 is het aantal getelde wekelijkse, zondagse rooms-katholieke kerkbezoekers in het aartsbisdom Utrecht (dat ook de regio Twente omvat) als geheel tot minder dan één procent van de totale bevolking gedaald. Gedwongen door het tanende kerkbezoek en de toenemende secularisatie in het algemeen (afname van het aantal gelovigen en het aantal priesters) moest het aartsbisdom sterk reorganiseren. Nadat reeds de verschillende Twentse dekenaten waren samengevoegd tot een dekenaat, werd dit begin 2009 opgeheven. De reorganisatie die in heel Twente plaatsvond had tot doel dat verschillende rooms-katholieke parochies zouden worden samengevoegd tot één grotere parochie. Zo werden bijvoorbeeld de negen parochies van het parochieverband WORDS (Weerselo, Oldenzaal, Rossum, Deurningen en Saasveld) samengevoegd tot één enkele parochie. Verder moesten ook de vier parochies Losser, Overdinkel, Glanerbrug en Lonneker opgaan in één parochie, evenals de zeven parochies die Parochieverband Twente West vormden, bestaande uit Bornerbroek, Enter, Hellendoorn, Nijverdal, Rijssen, Vroomshoop en Wierden. Als gevolg van de reorganisaties zouden kerkgebouwen hun deuren vaker moeten sluiten. Ook het aantal katholieke missen loopt terug door het steeds verder afnemende kerkbezoek.
Ondanks de toenemende secularisatie is de katholieke godsdienst in Twente nog aanwezig. Christus-, Maria-, heiligen- en Sacramentsprocessies en door de (her)bouw van katholieke veldkapellen en landkruisen nemen deze, zelfs in de huidige tijd van algemene secularisatie, in Twente nog in aantal toe.
In Oldenzaal zijn sinds de vroege middeleeuwen de relieken van de H. Plechelmus aanwezig geweest, die van de stad een regionaal bedevaartsoord maakten. Ook nu nog kan men deze relieken vereren in een crypte van de Sint-Plechelmusbasiliek in dezelfde stad en is de basiliek een van de voornaamste kerken van het aartsbisdom Utrecht.
In de omgeving van Denekamp en Zenderen zijn kloosters en bejaardencentra voor religieuzen gevestigd. Verder zijn er enkele kloosters en kleinseminaries in onder meer Delden, Haaksbergen, Enschede, Ootmarsum, Almelo en Oldenzaal, hoewel er door de algemene teruggang van het kloosterleven regelmatig enkele moeten sluiten.
Onder de bekende oude eikenboom bij Fleringen (de Kroezeboom) ligt een katholieke wegkapel. In onder andere De Lutte, Denekamp, Haaksbergen en de voormalige gemeente Ambt Delden vindt men langs wegen eveneens katholieke veldkapellen. In Overdinkel vindt elk jaar een processie ter ere van de H. Gerardus Majella plaats onder leiding van de Paters Redemptoristen die daarbij de rozenkrans bidden en een lof houden.

### Protestantisme
Het westen van Twente wordt vooral door de aanwezigheid van het protestantisme gekenmerkt. Plaatsen als Diepenheim, Markelo, Hellendoorn en Vriezenveen hebben sinds de Reformatie (17e eeuw) een voornamelijk protestantse bevolking. Een alom in den lande bekend bevindelijk gereformeerd bolwerk is Rijssen (De Poort van Twente), waar men een nadrukkelijk aanwezige mix van vaak zeer strikte kerkgenootschappen die de Nadere Reformatie aanhangen vindt. In tegenstelling tot andere delen van Twente is de secularisatie voor een groot deel aan Rijssen voorbijgegaan. In Rijssen wordt de zondagsrust door grote delen van de bevolking gevolgd en in ere gehouden; er zijn gereformeerde kerkgenootschappen waarbij men tot wel driemaal per zondag ter kerke gaat.
Plaatsen als Nijverdal, Goor en Wierden hebben een religieus sterk gemengde en verdeelde bevolking. In geheel Twente komt men andere vormen van protestantisme tegen, zoals doopsgezinden, remonstranten, baptisten, Apostolische christenen en Jehova's getuigen. Het Leger des Heils heeft in de grotere plaatsen afdelingen. In Enschede, Hengelo en Almelo bestaan raden voor levensbeschouwing en religie, waarin vele organisaties samenwerken aan meer tolerantie, waardering en kennis over elkaar onderling en een betere sociale samenhang binnen de gemeenschap.

### Overige religies
Al in de eerste helft van de 20e eeuw kenmerkte Enschede zich als een socialistisch bastion door een hoge mate van onkerkelijkheid.
Al in de middeleeuwen zijn er beschrijvingen van de aanwezigheid van joden in de regio. Tegen de 15e eeuw is hun verblijf hier weer beëindigd. Sinds de eerste helft van de achttiende eeuw wonen opnieuw overal in Twente joden, die zich hier sinds die tijd vanuit Duitsland en Oost-Europa hebben gevestigd. In 1796 krijgen zij gelijkstelling voor de wet en nemen sindsdien volop deel aan het maatschappelijke en culturele leven.
Gedurende de 19e eeuw verrezen overal in Twente synagogen, waarvan sommige uitgebreid moesten worden of werden verlaten voor een grotere (Hengelo 1884, Enschede 1928) wegens aanwas. De joodse bevolking hield zich na de Tweede Wereldoorlog ondanks grote verliezen staande. Het joodse leven in Twente centreert zich rondom de orthodoxe synagoge (uit 1928) van Enschede en de liberale synagoge (uit 1828) van Haaksbergen. Enschede had van 2003 tot 2014 de beschikking over een eigen rabbijn. In Enschede bezit de Israëlitische gemeenschap een indrukwekkende synagoge.
Ook in Almelo, Borne en Hengelo staan synagogen, die inmiddels aan de eredienst onttrokken zijn. In veel Twentse plaatsen heeft een sjoel gestaan, maar de meeste hiervan hebben hun deuren moeten sluiten in de jaren 50 of werden van gemeentewege afgebroken. Joodse begraafplaatsen in Twente vindt men in Almelo (aan de Boddenstraat), Borne, Enschede (aan de Kneedweg, de Noord-Esmarkerrondweg en de Liberaal Joodse begraafplaats aan de Hengelosestraat), Goor (de Borghoek gelegen aan de Molenstraat richting Enter), Haaksbergen (aan de Goorsestraat), Hengelo (aan de Dennenbosweg), Delden (aan de Flierweg), Markelo (op de Stokkumeresch), Oldenzaal, Ootmarsum (op de Kuiperberg) en Rijssen (aan het eind van de Arend Baanstraat).
De Syrisch-Orthodoxe Kerk van Antiochië heeft kerken in Hengelo, Enschede, Almelo, Rijssen, Oldenzaal en Glanerbrug. Het spirituele centrum van de Suryoye in Nederland bevindt zich in Glane. In het aldaar gevestigde Mor Ephrem Klooster resideert sinds april 2007 aartsbisschop Mor Polycarpus Augin Aydin als Syrisch-orthodox leider van de kerk in Nederland. Hij is - in het St. Ephrem klooster - de opvolger van Mor Julius Yeshu Çiçek. De Armeens-Orthodoxe Kerk houdt erediensten in Almelo.
Sinds de jaren 70 bevindt zich overal in Twente een islamitische minderheid, vaak van Turkse origine. In de grote steden van Twente, alsook in Goor en Haaksbergen zijn door de islamitische bevolking moskeeën opgericht. Met name de prominente moskee van Haaksbergen springt - wit en geheel in Arabische stijl - nadrukkelijk in het oog.
Ook kent Twente andere levensbeschouwelijke groeperingen, zoals Humanisten en Religieus-Humanisten en zijn er in de grotere steden enkele loges van de Vrijmetselarij. Daarnaast bevinden zich er Hindoestaanse en boeddhistische organisaties. In 2003 werd in Almelo een Armeens-Apostolische Kerk in gebruik genomen.

## Streektaal
Het Twents is een dialect van het Nedersaksisch, een officieel erkende taal waarvan varianten aangetroffen worden in zowel Nederland (Groningen, Zuidoost Friesland (Stellingwerf), Drenthe, Overijssel, Gelderland) als Duitsland (Westfalen, Nedersaksen, Saksen-Anhalt, Mecklenburg-Voor-Pommeren, Brandenburg, Bremen, Hamburg, vroeger tot in Pommeren en Oost-Pruisen).

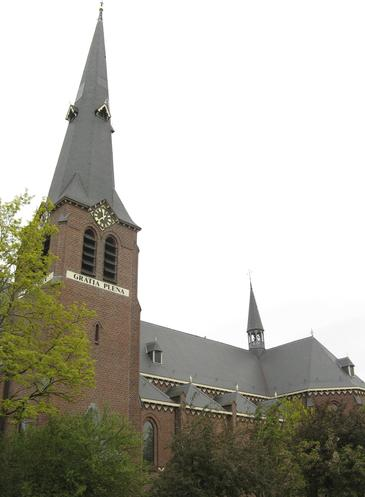
Parochiekerk O.L. Vrouw van Altijddurende Bijstand in Mariaparochie, het dorp waar Finkers' fictieve Kroamschudd'n in Mariaparochie, gesproken in het Twents, gesitueerd is.

Nedersaksisch is samen met het Limburgs een van de twee erkende streektalen in Nederland. Twents wordt gesproken in alle gemeenten van Twente, maar sprake van een standaardvorm is er niet. Woorden en uitdrukkingen kunnen per dorp of regio sterk verschillen. Zeer bijzondere klanken en woorden vindt men in de dialecten van kernen als Enter en Rijssen. Vriezenveen vormt een taalkundig buitenbeentje in deze streek. Over het Vjens bestaan meerdere speculaties; enerzijds beweert men dat Vjens Friese en zelfs Russische invloeden zou hebben, vanwege de uitgebreide handelscontacten met Sint-Petersburg. Dialectoloog Hendrik Entjes beweerde dat de Vjense eigenheden te danken zijn aan oude Westfaalse klanken, die elders in Twente verloren zijn gegaan.
Het Van Deinse Instituut zette zich in om meer te weten te komen over heden en verleden van Twente. Dit in Enschede gevestigde instituut is opgegaan in museum De Museumfabriek. Het richtte en richt zich op de streekcultuur, volkskunde, streektaal, volks- en religieuze gebruiken, cultuurgeschiedenis en het landschap van Twente. Daarnaast verzamelt, onderhoudt, bestudeert en presenteert het een uitgebreide collectie materiële getuigenissen uit het verleden van Twente.

## Imago van Twente en het Twentse zelfbeeld
Op Twentenaren werd in vroeger tijden door grootstedelijke Nederlanders neergekeken als een nijver, gesloten, eigenaardig, religieus boerenvolkje. Belangrijke imagoverbetering kwam tot stand door de verovering van het Nederlandse toneel door vooral Herman Finkers. Finkers voldoet op een hartelijke manier aan het stereotiepe beeld van de Twentenaar: vreemd accent en droge humor. Finkers trad in het verleden meermaals in het Twents op en verleende het dialect zo meer bekendheid en grote eigenwaarde, die ook in regionale initiatieven haar weerklank vond.

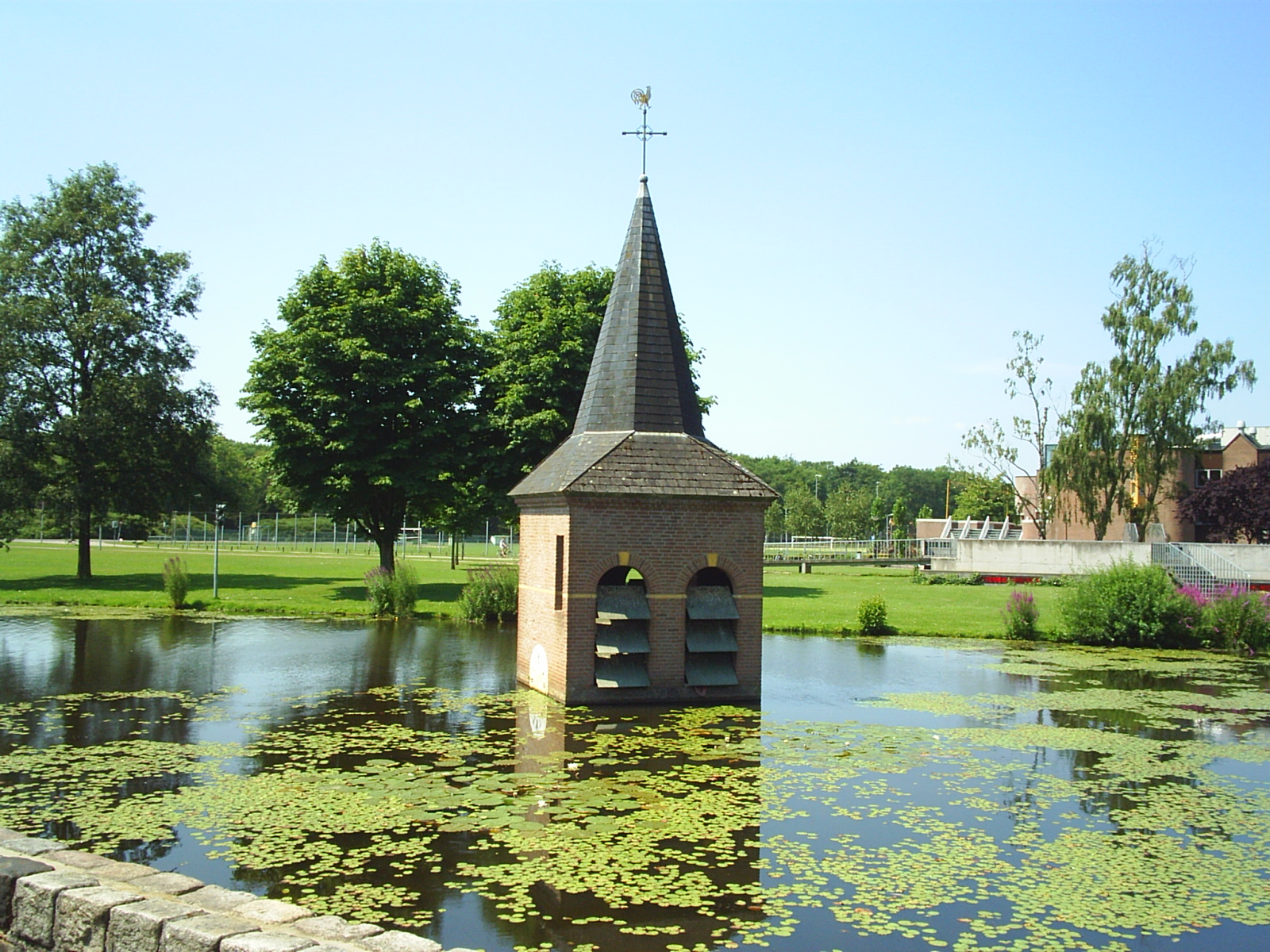
Het Torentje van Drienerlo op de campus van de Universiteit Twente.

Door de toenemende bedrijvigheid en de economische groei van Enschede, Hengelo en Almelo is er ook bij het Nederlandse bedrijfsleven een positiever beeld van Twente ontstaan. Niet in de laatste plaats wordt hiertoe bijgedragen door de Universiteit Twente en haar landelijke academische en innovatieve uitstraling. Twente is hierdoor een gebied geworden van wetenschappelijke en economische innovatie. De (inter)nationale bekendheid van de voetbalclubs FC Twente en Heracles Almelo draagt eveneens haar steentje bij aan een sterke naamsbekendheid van de streek.
Hoezeer de culturele emancipatie van de streek - met al haar eigenheden - gelukt is, blijkt wel uit het initiatief van de Twentenaren Herman Finkers en regisseur Johan Nijenhuis. In oktober 2005 verscheen de Twentstalige dramaserie Van jonge leu en oale groond bij RTV Oost. Door het Twentse bedrijfsleven werd aan de totstandkoming van de kostbare televisieproductie bijgedragen. Inmiddels is er landelijke belangstelling voor de serie.
Twente wordt in de rest van Nederland ook gezien als een "gezellige streek", waar men rust, ruimte en natuur vindt. In de regio zijn veel campings en bungalowparken te vinden en de toeristische sector is dan ook een belangrijke bron van inkomsten.
Sinds 2005 is het Twents Bureau voor Toerisme bezig met het verbeteren van het imago van Twente, om zodoende meer toeristen naar de regio te trekken. Dit wordt gedaan door middel van een promotiecampagne die bestaat uit verschillende onderdelen. Zo wordt er in het voor- en najaar op de landelijke televisie een televisiespot uitgezonden, wordt er jaarlijks deelgenomen aan acht beurzen, waar verschillende thematische brochures worden verspreid en wordt twee keer per jaar het glossy magazine Landgoed uitgegeven in een oplage van 130.000 stuks.
Bij het verbeterde zelfbeeld hoort tevens een verbeterde kijk op, of op zijn minst een verdergaande acceptatie van het Twents als gebruikstaal. De gemeente Rijssen-Holten liet in 2008 bekendmaken dat het de eerste officieel tweetalige Nedersaksische gemeente van Nederland was. Dit zou drempelverlagend werken tussen burger en gemeente. Ook wordt al sinds enkele jaren eens per jaar een raadsvergadering in het Twents gehouden. Recentelijk hebben naburige gemeentes hier ook interesse voor getoond. Op het jaarlijkse International Jazz Festival in Enschede van 2011 werd een apart onderdeel, de Twentse Jazzerieje, georganiseerd. Bij deze jazzerieje werden bij tien nieuwe Twentse songteksten jazzarrangementen gecomponeerd door docenten aan het ArtEZ Conservatorium van Enschede. Hierop werd door zowel docenten als publiek enthousiast gereageerd.

## Klimaat
Twente heeft net als de rest van Nederland een gematigd zeeklimaat. De klimaatgegevens zijn van het KNMI meetstation op vliegbasis Twenthe.
| Maand                                                                                 | jan   | feb   | mrt   | apr  | mei  | jun  | jul  | aug  | sep  | okt  | nov   | dec   | Jaar  |
| ------------------------------------------------------------------------------------- | ----- | ----- | ----- | ---- | ---- | ---- | ---- | ---- | ---- | ---- | ----- | ----- | ----- |
| Hoogste maximum (°C)                                                                  | 15,8  | 19,5  | 24,5  | 29,3 | 31,8 | 35,4 | 40,2 | 36,2 | 32,1 | 27,9 | 19,8  | 16,3  | 40,2  |
| Gemiddeld maximum (°C)                                                                | 4,8   | 5,7   | 9,5   | 13,9 | 18,0 | 20,5 | 22,8 | 22,5 | 18,7 | 14,1 | 8,9   | 5,2   | 13,7  |
| Gemiddelde temperatuur (°C)                                                           | 2,3   | 2,6   | 5,6   | 8,9  | 12,9 | 15,4 | 17,6 | 17,1 | 14,0 | 10,2 | 6,0   | 2,9   | 9,6   |
| Gemiddeld minimum (°C)                                                                | −0,5  | −0,6  | 1,5   | 3,4  | 7,1  | 9,6  | 12,0 | 11,5 | 9,2  | 6,2  | 3,0   | 0,3   | 5,2   |
| Laagste minimum (°C)                                                                  | −21,8 | −21,8 | −16,8 | −8,8 | −3,9 | −0,6 | 3,0  | 1,3  | −3,5 | −8,5 | −11,4 | −16,3 | −21,8 |
|                                                                                       |       |       |       |      |      |      |      |      |      |      |       |       |       |
| Neerslag (mm)                                                                         | 71,5  | 51,6  | 65,1  | 45,2 | 62,4 | 67,7 | 74,5 | 71,0 | 65,4 | 67,5 | 68,9  | 74,1  | 65,4  |
| Bron: KNMI: Langjarige gemiddelden tijdvak 1981 - 2010 en extremen van 1951 tot heden |       |       |       |      |      |      |      |      |      |      |       |       |       |

## Plaatsen in Twente
Ambt Delden - Aadorp - Agelo - Albergen - Almelo - Azelo - Beckum - Bentelo - Beuningen - Boekelo (Enschede) - Boekelo (Haaksbergen) - Borne - Bornerbroek - Brammelo - Breklenkamp - Bruinehaar - Buurse - Daarle - Daarlerveen - Delden - Deldenerbroek - De Lutte - De Pollen - Den Ham - Denekamp - Deurningen - Diepenheim - Dulder - Elsen - Enschede - Enter - Eppenzolder - Fleringen - Geesteren - Geerdijk - Glane - Glane-Beekhoek - Glanerbrug - Goor - Haaksbergen - Haarle - Harbrinkhoek - Hengelo - Hengevelde - Herike - Hertme - Hezingen - Hoge Hexel - Holthuizen - Hulsen - Langeveen - Lattrop - Lemselo - Lonneker - Losser - Mariaparochie - Mander - Manderveen - Markelo - Markvelde - Marle - Nijverdal - Noord Deurningen - Notter - Oele - Oldenzaal - Ootmarsum - Oud Ootmarsum - Overdinkel - Rectum - Reutum - Rijssen - Rossum - Saasveld - Sint Isidorushoeve - Stepelo - Stokkum - Tilligte - Tubbergen - Usselo - Vasse - Vriezenveen - Vroomshoop - Weerselo - Westerhaar-Vriezenveensewijk - Wiene - Wierden - Ypelo - Zenderen - Zuna

## Regionale samenwerking
- Zie Regio Twente voor de plusregio (voorheen kaderwetgebied) Regio Twente
- Zie Netwerkstad Twente voor informatie over stedelijke samenwerking in Twente

## Statistiek
Ten behoeve van de statistiek in Nederland en Europa is Twente ook ingedeeld als COROP-gebied (nummer 12), wat gelijk is aan het Europese NUTS 3-gebied.

Bevolkingspiramide